# Fortis Championships Luxembourg 2006
Fortis Championships Luxembourg 2006 — жіночий тенісний турнір, що пройшов на закритих кортах з твердим покриттям у Люксембургу (Люксембург). Це був 11-й за ліком BGL Luxembourg Open. Належав до турнірів 2-ї категорії в рамках Туру WTA 2006. Тривав з 25 вересня до 1 жовтня 2006 року.

## Очки і призові

### Нарахування очок
| Дисципліна       | П   | Ф   | ПФ | ЧФ | 1/8 | 1/16 | Q     | Q3   | Q2  | Q1  |
| Одиночний розряд | 195 | 137 | 88 | 49 | 25  | 1    | 11.75 | 6.75 | 4   | 1   |
| Парний розряд    | 195 | 137 | 88 | 49 | 1   | Н/Д  | 11.75 | Н/Д  | Н/Д | Н/Д |

### Призові гроші
| Дисципліна       | П       | Ф       | ПФ      | ЧФ      | 1/8    | 1/16   | Q3     | Q2     | Q1   |
| Одиночний розряд | $95,500 | $51,000 | $27,300 | $14,600 | $7,820 | $4,175 | $2,230 | $1,195 | $640 |
| Парний розряд *  | $30,000 | $16,120 | $8,620  | $4,610  | $2,465 | Н/Д    | Н/Д    | Н/Д    | Н/Д  |

* на пару

## Учасниці основної сітки в одиночному розряді

### Сіяні учасниці
| Країна               | Гравчиня             | Рейтинг1 | Сіяна |
| -------------------- | -------------------- | -------- | ----- |
| Росія                | Олена Дементьєва     | 6        | 1     |
| Росія                | Надія Петрова        | 7        | 2     |
| Швейцарія            | Патті Шнідер         | 8        | 3     |
| Росія                | Дінара Сафіна        | 11       | 4     |
| Італія               | Франческа Ск'явоне   | 14       | 5     |
| Сербія та Чорногорія | Ана Іванович         | 15       | 6     |
| Німеччина            | Анна-Лена Гренефельд | 16       | 7     |
| Франція              | Марі П'єрс           | 18       | 8     |

1 Рейтинг подано станом на 18 вересня 2006.

### Інші учасниці
Нижче наведено учасниць, які отримали вайлдкард на участь в основній сітці:
- Олена Дементьєва
- Анна Кремер
- Чанда Рубін

Нижче наведено гравчинь, які пробились в основну сітку через стадію кваліфікації:
- Карін Кнапп
- Татьяна Малек
- Агнешка Радванська
- Роберта Вінчі

## Учасниці основної сітки в парному розряді

### Сіяні пари
| Країна    | Гравчиня             | Країна    | Гравчиня           | Рейтинг1 | Сіяна |
| --------- | -------------------- | --------- | ------------------ | -------- | ----- |
| США       | Ліза Реймонд         | Австралія | Саманта Стосур     | 2        | 1     |
| Росія     | Дінара Сафіна        | Словенія  | Катарина Среботнік | 21       | 2     |
| Чехія     | Квета Пешке          | Італія    | Франческа Ск'явоне | 25       | 3     |
| Німеччина | Анна-Лена Гренефельд | ПАР       | Лізель Губер       | 34       | 4     |

1 Рейтинг подано станом на 18 вересня 2006.

### Інші учасниці
Нижче наведено пари, які отримали вайлдкард на участь в основній сітці:
- Кірстен Фліпкенс /  Яніна Вікмаєр

Нижче наведено пари, що пробились в основну сітку через стадію кваліфікації:
- Крістіна Барруа /  Агнешка Радванська

## Переможниці та фіналістки

### Одиночний розряд
- Альона Бондаренко —  Франческа Ск'явоне, 6–3, 6–2[1]

Для Бондаренко це був 1-й титул в одиночному розряді за кар'єру.

### Парний розряд
- Квета Пешке /  Франческа Ск'явоне —  Анна-Лена Гренефельд /  Лізель Губер, 2–6, 6–4, 6–1

Для Пешке це був 7-й титул у парному розряді за кар'єру, для Ск'явоне - 5-й.